# رالف نولز
رالف نولز (بالإنجليزية: Ralph Knowles)‏ هو محامي أمريكي، ولد في 1945، وتوفي في 17 مايو 2016.